# Palta
Palta, pleme ili grupa plemena američkih Indijanaca koji po McQuown/Greenberg klasifikaciji pripadaju porodici Jivaroan, unutar koje čine posebnu skupinu Paltan. -Palta Indijanci u vrijeme španjolske konkviste (16. stoljeće) živjeli su na gorovitom Andskom području sjevernog Perua i južnog Ekvadora (provincije Loja, El Oro i Zamora Chinchipe). Njima najsrodnije pleme vjerojatno su bili Malacato Indijanci koji se također vode kao Paltan govornici.
Jezik i kultura Palta izgubili su se nakon pojave Španjolaca i o njima je danas malo poznato. Na područje Anda došli su iz tropske šume u vrijeme nešto prije pojave Španjolaca. Bavili su se uzgojem kukuruza, krumpira, graha, avokada i tropskog voća. Naselja su im bila raštrkana, svaka obitelj živjela je na svojoj vlastotoj farmi u kućicama od blata prekrivenih slamom. Postojalo je 5 cacicazgosa (područje pod vlašću caciquea; izgovor kasik), to su Chaparras, Garrochambas, Ambocas, Calvas i Malacatos. O religiji ili socijalnoj strukturi nije ništa poznato.

## Vanjske poveznice
- El Oro envuelve a Loja y Zamora[neaktivna poveznica]
- Los Paltas[neaktivna poveznica]